# Диж
Диж (фр. Diges) је насеље и општина у источном делу централне Француске у региону Бургоња, у департману Јон која припада префектури Осер.
По подацима из 2011. године у општини је живело 1155 становника, а густина насељености је износила 32,23 становника/km². Општина се простире на површини од 35,84 km². Налази се на средњој надморској висини од 210 метара (максималној 326 m, а минималној 151 m).

## Демографија
| 1962. | 1968. | 1975. | 1982. | 1990. | 1999. | 2011. |
| ----- | ----- | ----- | ----- | ----- | ----- | ----- |
| 761   | 823   | 699   | 825   | 956   | 1.066 | 1.155 |

График промене броја становника у току последњих година